# Linkin Park Underground 12
Linkin Park Underground 12 is een ep, dat op 16 november 2012 is uitgebracht door Linkin Park. De cd is exclusief voor leden van de Linkin Park Underground verkrijgbaar na vernieuwing van het jaarlijkse termijn. Het is de twaalfde editie van de Underground.

## Achtergrondinformatie
De ep zet de trend voort van een samenstelling bestaande uit demo's. Hiermee worden vroegere versies van uitgebrachte nummers zoals Points of Authority en Forgotten bedoeld, maar ook nummers die voor de studioalbums zijn geschreven maar het album uiteindelijk niet haalden. Dit zijn niet per se versies met vocalen. Homecoming, Clarity, Bunker, Pepper en Omnious zijn bijvoorbeeld instrumentalen waar de vocalen nog niet voor waren opgenomen of deze er af zijn gehaald. Asbestos en Debris missen respectievelijk een refrein en een couplet en brug. Points of Authority is een nog niet eerder verschenen demo van het nummer, dat op debuutalbum Hybrid Theory uit 2000 staat. Wel bestaan er al verschillende andere demoversies. Het refrein is vervangen door de intro met rapvocalen en de brug is nieuw met schreeuw- en rapvocalen. De demo van Forgotten, ook van Hybrid Theory, was al wel beschikbaar via het internet. Dit was echter in een minder hoogwaardige kwaliteit. Homecoming, Clarity, Asbestos, Bunker en Debris zijn demo's die geschreven zijn voor het derde studioalbum Minutes to Midnight uit 2007. Alleen Across the Line is een eerder uitgegeven demo afkomstig van de opnamesessies van dit album en staat op LP Underground 9: Demos. Pepper en Omnious zijn nummers die geschreven werden tijdens het opnemen van het tweede album Meteora uit 2003. Deze demo's zijn instrumentaal en passen in de muzikaal lijn van de vorige demo's van dit album: Soundtrack, Program en Broken Foot. Deze nummers staan op Underground Eleven. So Far Away is een nummer dat geschreven is in het proces van Hybrid Theory. Het opvallende aan dit nummer is dat Mike Shinoda de zangvocalen voor zijn rekening neemt, terwijl dit op uitgebrachte studionummers sinds 2007 gebeurt. Daarvoor was hij alleen rappend of als achtergrondzanger te horen.

## Tracklist
Alle muziek en teksten zijn geschreven door Linkin Park. 
| 1.                 | Homecoming (Minutes to Midnight Demo) | 03:08 |
| 2.                 | Points of Authority (Demo)            | 03:05 |
| 3.                 | Clarity (Minutes to Midnight Demo)    | 03:05 |
| 4.                 | Asbestos (Minutes to Midnight Demo)   | 01:55 |
| 5.                 | Bunker (Minutes to Midnight Demo)     | 03:56 |
| 6.                 | So Far Away (Unreleased 1998)         | 02:53 |
| 7.                 | Pepper (Meteora Demo)                 | 02:56 |
| 8.                 | Debris (Minutes to Midnight Demo)     | 03:24 |
| 9.                 | Omnious (Meteora Demo)                | 03:08 |
| 10.                | Forgotten (Demo)                      | 03:45 |
| Totale duur: 31:12 |                                       |       |